# Durchgangslager Strasshof
Das Durchgangslager Strasshof (Dulag) in Strasshof an der Nordbahn nördlich von Wien diente den Nationalsozialisten bis zur Befreiung am 10. April 1945 als Arbeits– und Internierungslager. Es lag nordwestlich des Bahnhofes von Strasshof in Nachbarschaft des Betriebsgeländes der Universale Bau und war für 6.000 Personen eingerichtet.

## Nutzung des Lagers

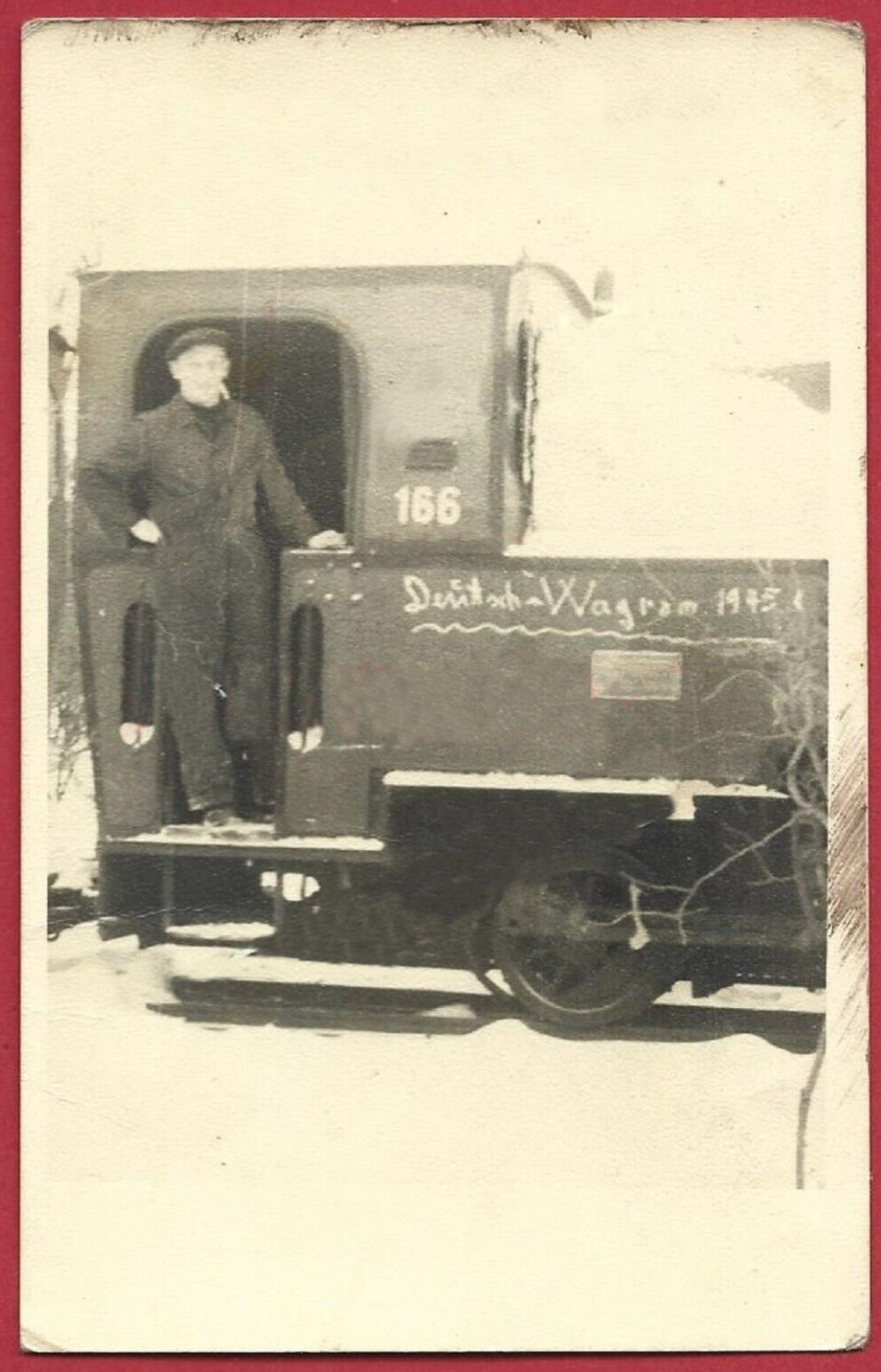
Feldbahn-Lok Nr. 166, Baustelle Fliegerhorst Strasshof, Deutsch-Wagram, 1945

Das Lager diente seit der Eröffnung im Frühjahr 1942 als Durchgangslager für ausländische Zwangsarbeiter. Nach einer Desinfektionsprozedur wurden sie ärztlich untersucht und darauf vom Arbeitsamt Niederdonau, dem das Lager unterstand, erfasst. Zunächst waren Ostarbeiter interniert und später wurden Menschen aus ganz Europa dort gefangengehalten. Sie wurden zu Arbeiten in der Rüstungsindustrie im Raum Wien und als Arbeitskräfte in der Landwirtschaft in regionale Arbeitslager verteilt.
Bis 1944 hatte das Lager autonomen Status. Die Gemeinde war nur für die Bestattung der verstorbenen Insassen in einem Massengrab im Friedhof zuständig.
Ab Mai 1944 deportierte das Eichmann-Kommando insgesamt rund 21.000 ungarische Juden nach Strasshof. Während die ersten Eisenbahntransporte noch am Bahnhof Gänserndorf ankamen und dort Selektionen nach Arbeitsfähigkeit stattfanden, traf die darauf folgende Mehrzahl der Transporte direkt beim Durchgangslager ein. Nach einer Abmachung zwischen dem Komitee für Hilfe und Rettung und Adolf Eichmann wurden mit den Transporten ganze Familien nach Strasshof deportiert. Wer Zwangsarbeiter abnahm, musste sich verpflichten, auch die Arbeitsunfähigen (Kinder, Alte, Kranke) zu versorgen.
Nach dem Ende der Erntesaison 1944 wurde ein Teil der Strasshof-Gefangenen ins KZ Bergen-Belsen deportiert. Die meisten verblieben in den Zwangsarbeitslagern der Rüstungsindustrie im Raum Wien, in den Lagern für die Landwirtschaft in Niederösterreich oder wurden beim Ausbau des benachbarten Fliegerhorstes Deutsch-Wagram eingesetzt. Zu Kriegsende wurde ein Teil der Häftlinge Richtung KZ Mauthausen getrieben, ein Teil ins KZ Theresienstadt verbracht; ungefähr 2000 ungarische Juden wurden im Durchgangslager Strasshof von der Roten Armee befreit.

## Erinnerungen an das Dulag

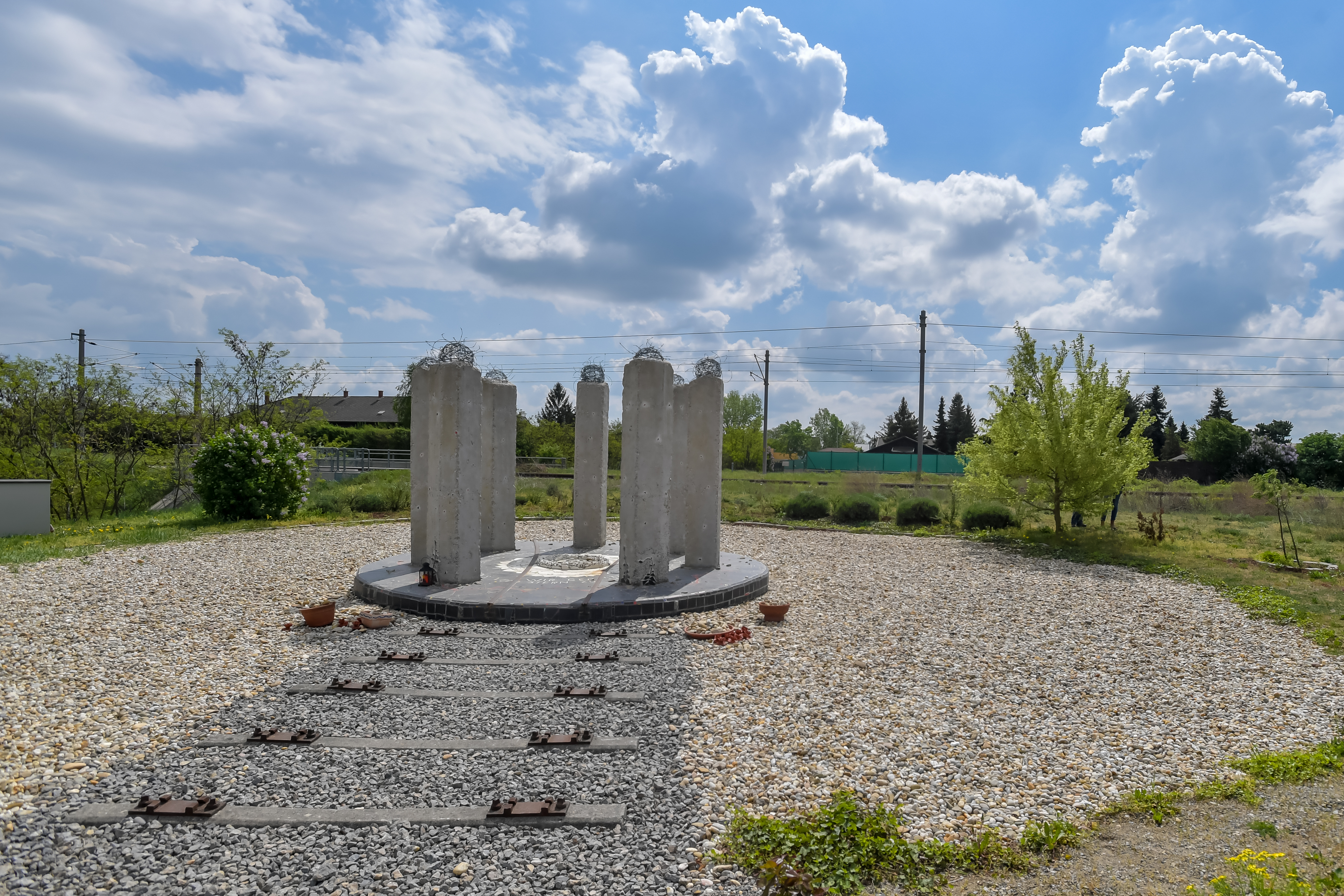
Erinnerungsmal

- Gedenkstein an das Massengrab der im Lager verstorbenen Zwangsarbeiter und Juden auf dem Friedhof von Strasshof.
- Heute wachsen Gras und Gestrüpp über den letzten baulichen Resten des Durchgangslagers Strasshof. Die Bürger der Gemeinde Strasshof haben ein Erinnerungsmal für die Opfer errichtet, welches am 2. Oktober 2011 eingeweiht wurde.[8]